# Мятеж братьев Ивана III
Мятеж братьев Ивана III — вооружённое восстание удельных князей Бориса Васильевича Волоцкого и Андрея Васильевича Углицкого против своего старшего брата великого князя Ивана III в 1480 году. Мятеж начался на фоне русско-ливонской войны 1480—1481 годов и накануне вторжения хана Большой Орды Ахмата, столкновение с которым вошло историографию как Стояние на Угре.

## Причины
Причиной мятежа князей Московского дома, впервые после междоусобной войны в Московской Руси 1425—1453 годов, стала политика централизации, которую открыто проводил Иван III. Князья Андрей Углицкий и Борис Волоцкий были недовольны ущемлением своих удельных прав со стороны старшего брата. В частности, Иван III после смерти другого брата Юрия (Георгия) Васильевича взял себе все его города, ни с кем не поделившись. Также великий князь покусился на одно из старинных прав удельных князей — право принимать к себе отъехавших бояр. Целью вооружённого мятежа было восстановление традиционных прав. Княжеский мятеж грозил охватить центральные районы государства и ставил под удар всю политическую систему Русского государства, а также его внешнеполитические позиции. Иван III был вынужден отозвать свои войска, защищавшие Псковскую республику от ливонцев, и сосредоточить всё внимание на локализации мятежа удельных князей, предоставив на время оборону Псковской земли её собственным силам.

## Развитие событий
Первым актом княжеского мятежа стал поход князя Бориса Васильевича от Волока к Угличу. В то же время князь отправил княгиню и детей в Ржеву, поскольку Волок находился слишком близко к Москве и не годился ни как убежище для семьи Бориса, ни как база для дальнейших действий. Затем войско обоих удельных князей в феврале 1480 году само прибыло в Ржеву. Историк Ю. Г. Алексеев отмечает, что братья, видимо, не рассчитывали на какую-либо поддержку со стороны населения Московской земли и тяготели к окраинам государства, ещё недостаточно крепко связанным с центром. Также, по его мнению, играла роль возможность бегства за рубеж в случае неудачи мятежа. Такими окраинами были Новгородская земля, Тверская земля, Псковская земля.
Стремясь разрешить конфликт мирно, Иван III с февраля по апрель посылал к мятежным братьям три посольства, которые, однако, не привели к какому-либо соглашению. Убедившись, что путь на Новгород закрыт, войско обоих братьев пошло к литовскому рубежу и захватило Великие Луки. Идя по русской земле, отряды князей Андрея и Бориса, которые насчитывали до 10 тысяч человек, по свидетельству псковского летописца, «грабиша и плениша, токмо мечи не секоша». Захват Великих Лук стал настоящим бедствием для населения: «А Луки без останка опустыша, и бе видети многым плач и рыдание». Из Великих Лук братья послали посольство к польско-литовскому королю Казимиру IV, пытаясь склонить его к интервенции или иному виду помощи. Ю. Г. Алексеев оценивает это как прямую государственную измену и как кульминацию феодального мятежа. Возможность соединения с польско-литовским войском на фоне уже идущей войны с Ливонией была, по его словам, вполне реальной.
Ответ Казимира был, однако, осторожным. Он предоставил княжеским семьям Витебск как убежище, предоставил моральную и материальную поддержку, но не спешил сам ввязываться в военный конфликт, выжидая более благоприятного момента в будущем. Казимир остался верен своей общей тактической линии: не вступать до поры до времени в крупный военный конфликт с Русским государством, но поддерживать центробережные, антимосковские тенденции, помогать врагам великого князя московского, выжидая благоприятное время.
Отход войска князя Андрея Оболенского от Пскова, спровоцированный княжеским мятежом, резко ухудшил стратегическую ситуацию на северо-западе и привёл к активизации действий магистра Бернхарда фон дер Борха, который принялся разорять псковские волости, не преуспев, однако, во взятии Изборска и при осаде Пскова. Начиная с июня основные русские силы стояли на огромном протяжении окского рубежа от Коломны до Тарусы, пытаясь не дать возможность сосредоточенному на южной границе Руси многочисленному войска хана Ахмата нанести решительный удар. Ахмат, в отличие от своих предшественников, был настроен на длительную кампанию и грозился «пленить русскую землю» по примеру Батыя. В августе агрессия Ордена против Пскова достигла своей высшей стадии. Поскольку великий князь из-за нашествия Ахмата не мог оказать Пскову никакой реальной помощи, руководители Псковской республики сочли возможным обратиться за помощью к мятежным князьям, стоявшим в Великих Луках. Псковские послы прибыли к ним в начале сентября, прося о заступничестве против немцев. Речь, очевидно, шла о карательном походе в Ливонию как средстве заставить магистра прекратить свои нападения. Князья выдвинули условие, потребовав политического убежища в Пскове для своих семей. Это означало превращение Пскова в политическую базу феодального мятежа. Десятидневные переговоры не привели ни к чему. Несмотря на своё тяжёлое положение, псковичи не решились на разрыв с великим князем. В отместку отряды мятежных князей «аки неверные» начали разорять Псковскую землю, грабя церкви и жителей, бесчинствуя и захватывая пленных. Только получив выкуп в размере 200 рублей со Пскова и по 5 рублей с пригородов, они покинули пределы Псковщины «с многим вредом».

## Примирение
Неполучение ожидаемой поддержки от Литвы, Пскова и Новгорода, а также разгар общерусского противостояния с Ахматом на Угре послужил примирению братьев при посредничестве матери — Марии Ярославны, митрополита Геронтия и епископов: Вассиана Ростовского и Филофея Пермского. Иван III отчасти удовлетворил требования братьев и заключил с ними мир. Князья Андрей и Борис Васильевичи просили о прощении со стороны великого князя Ивана III, которое было им дано на церковно-служилом соборе в Москве 30 сентября. Отряды удельных князей влились в великокняжеское войско в конце октября накануне ледостава на Угре, что было очень своевременным усилением и способствовало отступлению Ахмата.